# سوپرجام فوتبال اسپانیا
سوپرکوپا دِ اسپانیا (به اسپانیایی: Supercopa de España) یا سوپرجام اسپانیا (همچنین سوپر کاپ اسپانیا) مسابقات فوتبالی است که بین چهار تیم قهرمان لا لیگا، نایب‌قهرمان لا لیگا، قهرمان کوپا دل ری و نایب‌قهرمان کوپا دل ری برگزار می‌شوند.

## شرایط خاص
در شرایطی که یک تیم همزمان در بین دو تیم برتر لا لیگا و کوپا دل ری باشد مسابقات سوپرجام اسپانیا با حضور تیم‌های قهرمان لا لیگا و کوپا دل ری و نایب‌قهرمان لا لیگا و کوپا دل ری و تیم سوم لا لیگا برگزار می‌شود. در شرایطی که دو تیم همزمان در بین دو تیم برتر لا لیگا و کوپا دل ری باشند، مسابقات سوپرجام اسپانیا با حضور تیم‌های قهرمان لا لیگا و کوپا دل ری و نایب‌قهرمان لا لیگا و کوپا دل ری و تیم سوم و چهارم لا لیگا برگزار می‌شود.

## موفق‌ترین تیم‌ها
| #  | تیم               | قهرمانی |
| -- | ----------------- | ------- |
| ۱  | بارسلونا          | ۱۵      |
| ۲  | رئال مادرید       | ۱۳      |
| ۳  | اتلتیک بیلبائو    | ۳       |
| ۴  | دپورتیوو لاکرونیا | ۳       |
| ۵  | اتلتیکو مادرید    | ۲       |
| ۶  | والنسیا           | ۱       |
| ۷  | سویا              | ۱       |
| ۸  | رئال ساراگوسا     | ۱       |
| ۹  | رئال مایورکا      | ۱       |
| ۱۰ | رئال سوسیداد      | ۱       |